# Тернопільська обласна премія імені Георгія Пінзеля
Тернопільська обласна премія імені Георгія Пінзеля — регіональна архітектурна премія Тернопільської области. Заснована на честь скульптора Йогана Георга Пінзеля.
На здобуття премій подають нові оригінальні твори й роботи, опубліковані (оприлюднені) у завершеному вигляді протягом останніх п'яти років, але не пізніше як за півроку до їх висунення на здобуття премій.

## Лауреати
- 2008 — Сергій Гора[1]
- 2009 — Ігор Чулій[2]
- 2010 — Богдан Гром'як[3]
- 2011 — не присуджено[4]
- 2012 — Данило Чепіль[5]
- 2013 — не присуджено[6]
- 2014 — Ярослав Козін[7]
- 2015 — Юрій Вербовецький[8]
- 2016 — Олександр Джула[9]
- 2017 — Олег Головчак, Ігор Гордій, Михайло Кичко[10]
- 2018 — Анастасія Джула[11]
- 2019 — Володимир Байко, Світлана Костишина, Михайло Пастущак[12]
- 2020 — Михайло Нетриб'як, Володимир Фірман, Любомир Зозуляк[13]
- 2021 — Мирослава Харченко, Анна Харченко[14]